# Tanja Schmitz
Tanja Schmitz (* 13. April 1973 in Düsseldorf) ist eine deutsche Schauspielerin, Dialogbuchautorin, Dialogregisseurin und Synchronsprecherin.

## Wirken
Bereits vor dem Abitur begann Schmitz mit ihrer Schauspielkarriere. Ihr erster Kinofilm war Total bescheuert aus dem Jahre 1987. Nach dem Abitur studierte sie drei Jahre lang Tanz, Gesang und Schauspiel. Zahlreiche Engagements an Bühnen im deutschsprachigen Raum folgten, unter anderem in Düsseldorf, Berlin, Hamburg.
Im Fernsehen wurde Tanja Schmitz vor allem durch die Rolle der Julia von der Marwitz in der ARD-Serie Lindenstraße bekannt. Von März 1995 (Folge 484) bis September 1996 (Folge 565) wirkte sie in der Familienserie mit. Danach spielte sie in der SWR-Serie Die Fallers die Rolle der Eva Schönfeldt. Von 2004 bis 2011 war sie die Darstellerin der Journalistin Britta Oberländer in der WDR-Dauerserie Die Anrheiner.
Weiterhin drehte sie zahlreiche Kurzfilme und war zum Beispiel in Die Wache, SK Kölsch und SK-Babies zu sehen.
Tanja Schmitz lebt in Berlin und ist als Sprecherin, Dialogbuchautorin- und Regisseurin im Synchron und am Theater tätig. 2013 war sie Mitbegründerin des „Jungen Ensembles der Neuköllner Oper“ und inszenierte dort „Quartett“. Weitere Inszenierungen am Theater folgten, unter anderem „Die Flussgeistmelodie“ und „Krankheit der Jugend“.

## Sprechrollen (Auswahl)

### Filme
- 2001: Kate & Leopold (Stephanie Sanditz) – Rolle: Gretchen
- 2002: Nicholas Nickleby (Anne Hathaway) – Rolle: Madeline Bray
- 2011: Monster High – Monsterkrass verliebt! (Kate Higgins) – Rolle: Frankie Stein
- 2013: Nymphomaniac (Sarah Soetaert) – Rolle: Boss
- 2015: My Little Pony: Equestria Girls – Friendship Games (Ashleigh Ball) – Rolle: Rainbow Dash (Sprache)
- 2016: My Little Pony: Equestria Girls – Legend of Everfree (Ashleigh Ball) – Rolle: Rainbow Dash (Sprache)
- 2017: Wir gehören nicht hierher – Rolle: Elisa
- 2018: Der Brotverdiener – Rolle: Soraya
- 2018: Roxanne Roxanne – Rolle: Sparky Dee

### Serien
- 2008: Avatar – Der Herr der Elemente (Mae Whitman) – Rolle: Katara (Staffel 3)
- 2009: Vampire Knight (Yui Horie) – Rolle: Yûki Cross
- 2009–2010: Fullmetal Alchemist – Rolle: Lyra
- 2010: Sekirei (Alexis Tipton, Saori Hayami) – Rolle: Musubi
- 2012–2013: My Little Pony – Freundschaft ist Magie (Tabitha St. Germain) – Rolle: Derpy (Staffel 2)
- 2012–2019: Winx Club (Kimberly Brooks) – Rolle: Stormy (ab Staffel 5)
- seit 2013: Ever After High (Jonquil Goode) – Rolle: Apple White
- 2014–2018: Die Thundermans (Helen Hong) – Rolle: Mrs. Wong (20 Folgen)
- 2015: Kirby Buckets (Suzi Barrett) – Rolle: Mom
- 2015: My Little Pony – Freundschaft ist Magie (Ashleigh Ball) – Rolle: Rainbow Dash (2. Stimme) (ab Staffel 4)
- 2015: Emma, einfach magisch! (Melissa Carcache) – Rolle: Lily
- 2016–2017: Hanazuki: Full of Treasures (Jessica DiCicco) – Rolle: Hanazuki
- 2016–2018: Odd Mom Out (Jill Webber) – Rolle Jill Webber
- 2018–2019: Detektiv Conan – Rolle: Ayumi Yoshida (Staffel 5)
- 2018: Wentworth – Rolle Ruby (Staffel 6)
- 2018: Sweetbitter – Rolle: Heather
- 2018–2019: Aggretsuko – Rolle: Fenneko
- 2019: Why Women Kill (Ginnifer Goodwin) – Rolle: Beth Ann Stanton

### Videospiele
- 2005: Abenteuer auf dem Reiterhof 4 – Rolle: Ginger

## Dialogbuch und Regie (Auswahl)
- Sofia die Erste – Auf einmal Prinzessin – Disney
- Maltese – HBO
- Sweetbitter – HBO
- Schitt's Creek – Netflix (Staffel 4)
- Commissario Marshall – Sony
- The Breadwinner – Netflix
- Roxanne, Roxanne – Netflix
- Unicorn Store – Netflix
- Set it up – Netflix
- Doc McStuffins, Spielzeugärztin – Disney
- Der Kater mit Hut – Kika
- Winx – Nickelodeon
- Monster High – Mattel
- Ever After High – Mattel
- Emma, einfach magisch! – Nickelodeon
- My Little Pony – Hasbro
- My Little Pony – Equestria Girls – Hasbro
- What's Up Warthogs – Kika (2. Staffel, Buch)